# Point Dutton
Point Dutton är en bergstopp i Kenya.   Den ligger i länet Nyeri, i den centrala delen av landet, 140 km norr om huvudstaden Nairobi. Toppen på Point Dutton är 4 605 meter över havet.
Terrängen runt Point Dutton är bergig åt sydväst, men åt nordost är den kuperad.  Trakten runt Point Dutton är nära nog obefolkad, med mindre än två invånare per kvadratkilometer. Det finns inga samhällen i närheten. Trakten runt Point Dutton består i huvudsak av gräsmarker.